# Kujeda
Kujeda (russisch Куеда) ist eine Siedlung (possjolok) in der Region Perm in Russland mit 9551 Einwohnern (Stand 14. Oktober 2010).

## Geographie
Der Ort liegt knapp 180 km Luftlinie südlich des Regionsverwaltungszentrums Perm im westlichen Vorland des Ural, etwa 30 km westsüdwestlich der Stadt Tschernuschka und fast unmittelbar an der Grenze zur Republik Baschkortostan. Er befindet sich unweit des linken Ufers des linken Kama-Nebenflusses Bui.
Kujeda ist Verwaltungszentrum des Rajons Kujedinski sowie Sitz der Landgemeinde Kujedinskoje selskoje posselenije, zu der außerdem die zwölf Dörfer Arei, Badaschka, Garjuschka, Krasnojar, Kujeda, Malaja Tapja, Manysch, Nikolskoje Rasdolje, Solodowka, Tregubowka und Urtalga sowie die Ortschaft ohne ständige Einwohner Kasarma 1279 km gehören. Die größten sind mit jeweils über 400 Einwohnern (Stand 2010) Kujeda (2 km nordwestlich, das bis heute eigenständige ursprüngliche Dorf), Tregubowka (3 km nördlich) und Urtalga (6 km westlich).

## Geschichte
Die Siedlung entstand 1914 im Zusammenhang mit dem Bau der Eisenbahnstrecke Kasan – Jekaterinburg, nachdem dort eine nach dem nahen Dorf benannte Station eröffnet wurde. Durch den Ersten Weltkrieg kam es zu Verzögerungen bei der Fertigstellung der Strecke, und im folgenden Russischen Bürgerkrieg entlang der Route zu schweren Kämpfen zwischen Roter Armee und Truppen des Admiral Koltschak, durch die auch Station Kujeda 1918/1919 stark zerstört wurde. Der reguläre Betrieb auf der durchgehenden Strecke wurde am 1. Juli 1920 aufgenommen.
Am 1924 kam Kujeda zum neu gebildeten Bikbardinki rajon mit Sitz im 10 km nordöstlich gelegenen Dorf Bikbarda. 1931 wurde die Rajonverwaltung in das mittlerweile bedeutendere und verkehrstechnisch günstiger gelegene Kujeda verlegt und der Rajon entsprechend umbenannt.
Im Zweiten Weltkrieg wurden verschiedene Einrichtungen aus dem Westteil der Sowjetunion nach Kujeda evakuiert, darunter mehrere Kinderheime aus Leningrad und der Moskauer Fliegerklub, auf dessen Grundlage eine Flugschule mit mehreren Flugplätzen in der Gegend, darunter bei Kujeda, eingerichtet wurde.
Ab den 1950er-Jahren kam es insbesondere durch die Entdeckung und Ausbeutung von Erdölvorkommen in dem Gebiet zu einem weiteren wirtschaftlichen Aufschwung, und am 27. November 1957 erhielt die Stationssiedlung Kujeda den Status einer Siedlung städtischen Typs. Seit 1994 ist Kujeda wieder als ländliche Siedlung eingestuft.

### Bevölkerungsentwicklung
| Jahr | Einwohner |
| ---- | --------- |
| 1926 | 167       |
| 1939 | 2831      |
| 1959 | 5315      |
| 1970 | 7479      |
| 1979 | 8363      |
| 1989 | 9613      |
| 2002 | 9809      |
| 2010 | 9551      |

Anmerkung: Volkszählungsdaten

## Verkehr
Kujeda liegt bei Kilometer 1271 der Eisenbahnstrecke Moskau – Kasan – Jekaterinburg, einer elektrifizierten Hauptstrecke und Alternativroute der Transsibirischen Eisenbahn.
Durch den Ort verläuft die Regionalstraßenverbindung Perm – Ufa, die ehemals durchgängig als R315 ausgezeichnet war. Der Abschnitt Kujeda – Tschernuschka trägt heute die Nummer 57K-0030. Nach Norden zweigt die 57K-0017 ab, die als kürzere Alternativstrecke beim nördlich benachbarten Rajonzentrum Barda wieder die frühere R315 erreicht, und in nordwestlicher Richtung die 57K-1812 nach Bolschaja Ussa an der 57K-0005 Tschaikowski – Jelowo – Ossa.

## Söhne und Töchter des Ortes
- Jelena Nurgalijewa (* 1976), Leichtathletin
- Olesja Nurgalijewa (* 1976), Leichtathletin